# Slawenburg Raddusch

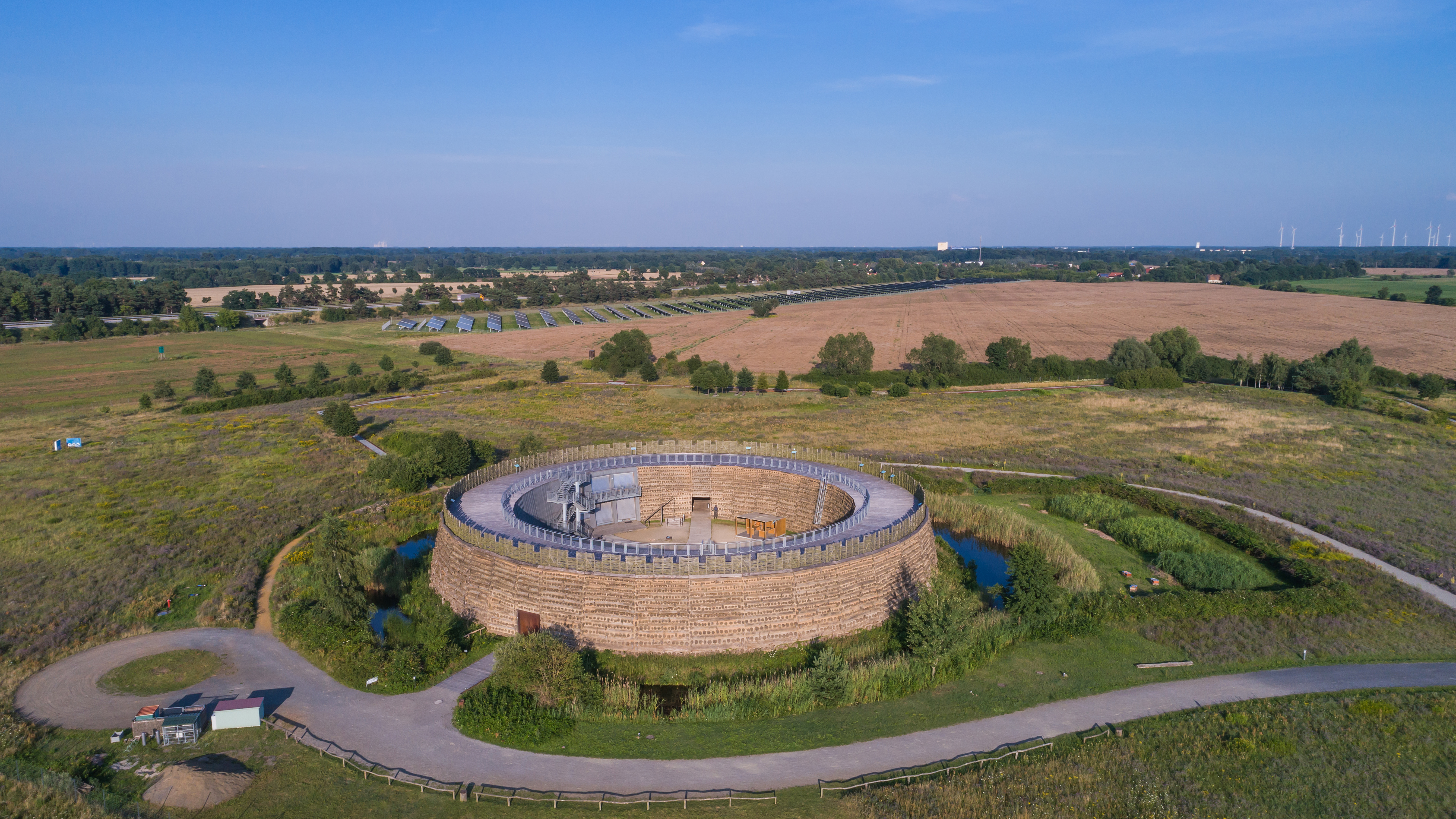
Slawenburg Raddusch

Die Slawenburg Raddusch ist eine äußerlich weitgehend originalgetreue Nachbildung einer slawischen Fliehburg in der Nähe des heute zur Stadt Vetschau/Spreewald gehörenden Dorfes Raddusch in der brandenburgischen Niederlausitz. Sie gilt als Museum.

## Geschichte der Burg

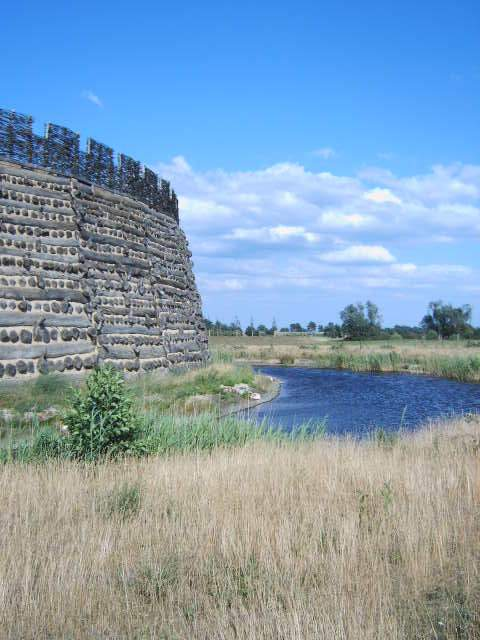
Burgwall mit Wassergraben

Die Burg ist eine von circa 40 in der Niederlausitz ursprünglich bestehenden ringförmigen Wallanlagen. Diese Burgen waren im 9. und 10. Jahrhundert durch den slawischen Stamm der Lusitzi errichtet worden. Sie dienten als Fluchtburgen für die in unmittelbarer Nähe lebende Bevölkerung. Die Konzentration dieser Burganlagen im Gebiet der Niederlausitz wird auf den starken von sächsischer Seite ausgehenden Eroberungsdruck zurückgeführt. Die Wallburg entstand um 880 auf einer schwachen Erhebung. Ein 10 m breiter Wall wurde in einer Rostbauweise erbaut. Lange Eichenbalken wurden abwechselnd in Längs- und Querrichtung übereinandergelegt und die Zwischenräume mit Erde und Steinen verfüllt. Dem Wall war ein 5,5 m breiter Sohlgraben vorgelegt. Das Vorhandensein zweier Zugänge ist für eine relativ kleine Wallburg recht ungewöhnlich. Im Nordwesten in Richtung Vorburgsiedlung und im Osten führten Tortunnel durch den Wall hindurch. Außen führten wohl Brücken über den Graben in die Burg. Beide Eingänge wurden in der Innenfläche der Burg durch einen 2,3 m breiten Weg miteinander verbunden. Die fast kreisrunde Innenfläche (Durchmesser 35 – 36 m) war mit Häusern bebaut. Einige hatten einen Lehmfußboden, in anderen fand man Kuppelöfen.
Um 930 wurde die Burg grundlegend erneuert, der Wall verbreitert und erhöht. Die Rostbauweise ergab zwar eine recht stabile Wallkonstruktion, aber wegen des vergänglichen Holzes drohte der Wall abzurutschen und musste alle 40 – 50 Jahre erneuert werden. Hinzu kam die zunehmende Bedrohung durch das Ostfrankenreich. Heinrich I. gründete im Verlauf seiner Slawenfeldzüge 929 die Burg Meißen und machte die Lusizi 932 tributpflichtig. Noch vor 950 musste die Befestigungsanlage ein weiteres Mal repariert werden. Der Wall hatte jetzt eine Breite von 20 m. Der Zugang zu den beiden Tortunneln führte über Rampen. Der Durchmesser der Burgfläche umfasste nun nur noch 28 m.
Im Burginneren konnten vier in Kastenbauweise errichtete Brunnen nachgewiesen werden. Der älteste wurde mit Hilfe dendrochronologischer Untersuchungen seiner Holzbalken in die Zeit um 880 datiert. Der jüngste Brunnen aus der letzten Burgphase besteht aus sechs untereinander sich verengenden Kästen und erreicht eine Tiefe von rund 12 m, einmalig im westslawischen Gebiet. In den Brunnen lag reiches Fundmaterial: Keramikfragmente, Messer, Lanzenspitzen, Wetzsteine, Schlittknochen (Knochenschlittschuhe), hölzerne Schlägel und Spaten und eine seltene, wertvolle „Hanseschale“ (nach 950) aus Messing. Im jüngsten Brunnen lag auch der spektakulärste Fund: der „Götze von Raddusch“, eine eichene Spaltbohle mit einem kopfartig herausgearbeiteten Abschluss und einer Durchlochung im Brustbereich. Der ursprüngliche Standort in der Burg ist unbekannt. Dendrochronologisch auf das Jahr 926 datiert wurde er mit der Errichtung der zweiten Burg aufgestellt und landete später zerstört (Beilhiebe, Feuerspuren) in der Baugrube des jüngsten Brunnens. Das Holzidol in dieser Form ist einzigartig. In Ralswiek auf Rügen wurde eine Eichenplanke mit einem eingeritzten Gesicht entdeckt. Am stärksten ähnelt die Figur den 63 in der heute ebenfalls wiederaufgebauten Slawenburg Groß Raden (Mecklenburg) gefundenen Kopfbohlen, die dort als Zierwand einer Kulthalle dienten.
963 unterwarf der sächsische Markgraf Gero die Lusitzi. Damit war auch das Ende der Radduscher Burg gekommen. Zerstörungsspuren fehlen jedoch, die Anlage wurde aufgegeben und verfiel mit der Zeit.
Dieser Platz ist archäologisch seit langem bekannt. 1880 erwähnte der Mediziner Rudolf Virchow hier eine slawische Wallburg. Im 20. Jahrhundert war sie noch als eine von Bäumen bestandene ringförmige Erhöhung zu erkennen. Der Burgwall wurde bis 1984 landwirtschaftlich beackert und war dadurch stark verschliffen. Zum Schluss war nur noch ein Hügel von 3 m Höhe und 85 m Durchmesser erhalten. In den 1980er Jahren wurde zur Versorgung der umliegenden Kraftwerke der Braunkohlen-Tagebau Seese-Ost geplant. Bevor sich die Riesenbagger hier durch die Landschaft fraßen, wurde von Archäologen des Zentralinstituts für Alte Geschichte und Archäologie der Akademie der Wissenschaften der DDR von 1984 bis 1990 eine Rettungsgrabung durchgeführt. Dabei stellte man fest, dass die Slawen nicht die ersten Siedler an diesem Ort waren. Unter dem Wall fanden die Ausgräber germanische Überreste aus der Völkerwanderungszeit (5./6. Jahrhundert): Keramikscherben, Miniaturgefäße, Fibelfragmente, Perlen. Der spätere Burgenbau hatte aber vieles eingeebnet und zerstört. Die frühesten Funde an dieser Stelle stammen jedoch aus der späten Bronzezeit und frühen Eisenzeit. Es sind Keramikscherben, die zur Lausitzer Kultur gehören. Sie deuten auf eine Siedlung nach 700 v. Chr. hin. Von der Siedlung und einem Gräberfeld wurden aber keine Spuren mehr entdeckt.
Als nach 1990 die Kraftwerke Lübbenau und Vetschau heruntergefahren und stillgelegt wurden, bedeutete das einerseits das Ende der Kohleförderung, andererseits stoppte der Tagebau nur wenige Hundert Meter vor dem Bodendenkmal (heute der Bischdorfer See). Das Brandenburgische Landesamt für Denkmalpflege und Archäologisches Landesmuseum beschloss, die fast vollständig untersuchte Anlage am historischen Ort mit finanziellen Mitteln der Bergbausanierung wieder aufzubauen. Die Slawenburg Raddusch steht somit stellvertretend für eine große Zahl unwiederbringlich durch den Braunkohletagebau verlorengegangener Kulturgüter.
Unweit der Burg Raddusch standen weitere ähnliche Anlagen, wie etwa die Slawenburg Tornow, die bereits im 7. Jahrhundert angelegt worden sein dürfte. Der Durchmesser des umwallten Bereichs betrug etwa 25 m.

## Heutige Burg

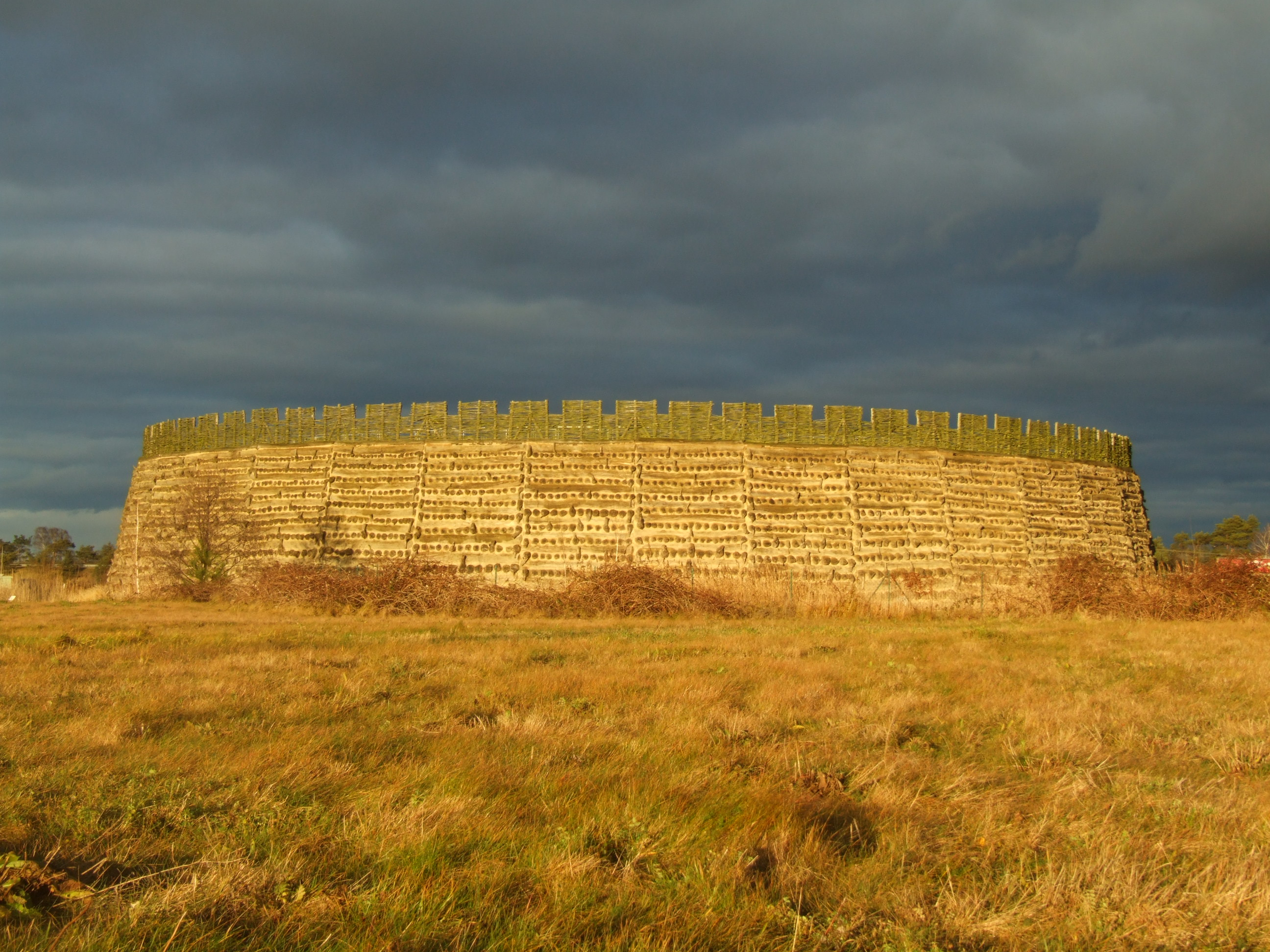
Seitenansicht

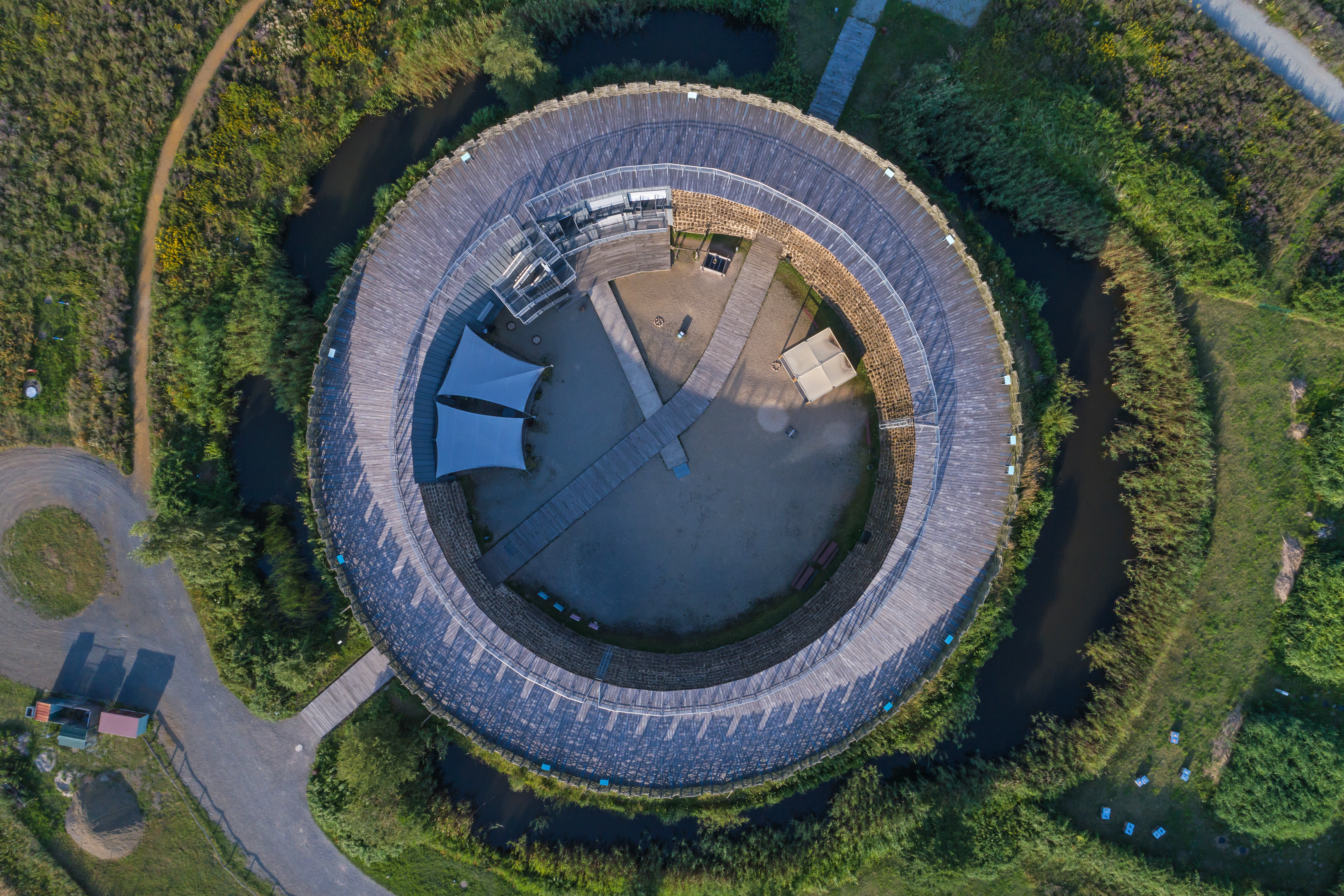
Innenhof, Luftaufnahme

Die heutige Burg wurde zwischen 1999 und 2003 äußerlich weitgehend originalgetreu errichtet. Form, Aufbau und Maße des Walles, des Grabens und der Tore sind durch die Ausgrabung gesichert. Andere Details wurden auch von anderen Burggrabungen der Niederlausitz übernommen. Eine Besonderheit bietet das begehbare Wallinnere. Die Holz-Erde-Konstruktion des Walles wurde beim Neubau nur einem Betonhohlkörper außen vorgeblendet. Im Wallinneren befinden sich heute ein Museum und das Burgrestaurant. Das Museum bietet mit der ständigen Ausstellung Archäologie in der Niederlausitz eine Zeitreise durch 12.000 Jahre Siedlungsgeschichte von der Steinzeit bis zum Mittelalter mit dem slawischen Burgenbau.
Im 1000 m² umfassenden Burghof, der als Terrasse des Restaurants sowie als Veranstaltungsort genutzt wird, befinden sich rekonstruierte Speicherbauten und ein Brunnennachbau. In Sichtweite zur Burg verläuft die Bundesautobahn 15. Besucher der Burg verbinden ihren Aufenthalt häufig mit einem Besuch im angrenzenden Spreewald, der über das Dorf Raddusch günstig mit dem Kahn zu erreichen ist.
Betreiber der Anlage ist seit August 2024 die Stiftung Slavonic Europe des tschechischen Investors David Chmelík. Vorher gehörte die Burg der Regionalen Entwicklungsgesellschaft Vetschau.